# 西紀サービスエリア
西紀サービスエリア（にしきサービスエリア）は、兵庫県丹波篠山市にある舞鶴若狭自動車道唯一のサービスエリアである。

## 道路
- E27 舞鶴若狭自動車道

## 施設
2021年には、丹波篠山市で恐竜（丹波竜）の化石が発見されたことから、丹波地域のPRのために恐竜のベンチが上下線に1基ずつ設置されている。
特産である丹波黒豆を使用した黒豆パンや黒豆ソフトクリームなどが売られている。

### 上り線（吉川方面）
- 駐車場
  - 大型：15台
  - 小型：62台
- トイレ
  - 男性：大6、小12
  - 女性：35
  - 車椅子用：1
- ガソリンスタンド（ENEOS（(株)ネクステージ）7:00 - 22:00）
- 給電スタンド（24時間）
- レストラン「丹波路あじわい食堂」（11:00 - 21:00）
- スナックコーナー・フードコート（24時間）
- ショッピングコーナー（24時間）
- 自動販売機
- インフォメーション・FAXサービス（平日9:00 - 18:00、土曜・日曜・祝日9:00 - 19:00）
- 携帯電話充電器（平日9:00 - 18:00、土曜・日曜・祝日9:00 - 19:00）
- ドッグラン[5]
- ウェルカムゲート（駐車場 小型車3台、24時間）[6]

### 下り線（敦賀方面）
- 駐車場
  - 大型：15台
  - 小型：62台
- トイレ
  - 男性：大6、小12
  - 女性：35
  - 車椅子用：1
- ガソリンスタンド（ENEOS(加西商事(株))7:00 - 22:00）
- 給電スタンド（24時間）
- レストラン「丹波路野菜食堂」（光明興業、10:00 - 21:00）
2017年8月には、メニュー考案の手間や労力を簡略化するため、カプセルトイで出た食券でメニューが決まる「ガチャめし」の試みを期間限定で実施した。1回500円で様々な組み合わせの料理が提供された[7][8]。また、2019年にも同様に「ガチャめし」が再度期間限定で実施された（このときの価格は1000円）[9]。
- ベーカリー「麦の四季」（7:00 - 19:00）
- スナックコーナー・フードコート（24時間）
- ショッピングコーナー（24時間）
- 自動販売機
- インフォメーション・FAXサービス（平日8:00 - 17:00、土曜・日曜・祝日7:00 - 17:00）
- 携帯電話充電器（平日8:00 - 17:00、土曜・日曜・祝日7:00 - 17:00）
- ドッグラン[5]
- ウェルカムゲート（駐車場 小型車3台、24時間）[6]

### バス停留所
高速道路用のバス停留所（西紀バスストップ）が設けられているが、現在は使用されていない。

## 隣
E27 舞鶴若狭自動車道
(2)丹南篠山口IC - 西紀SA - (3)春日IC/JCT